# Scholion
Scholion (řec., od scholé, volno) znamená poznámku na okraji stránky v knize, glosu nebo marginálii. Množné číslo je scholia, latinská forma slova je scholium. Autor takové poznámky se označuje jako scholiasta, aby se odlišil od autora textu.

## Význam
Výkladové poznámky, vlastní komentáře, opravy domnělých nebo skutečných chyb a podobně si čtenáři knih často dělají na okraji stránky. K významným antickým textům se takové poznámky dělaly už velmi brzy, poprvé se o nich zmiňuje Cicero, a někdy jich bylo tolik, že vytvořily celé komentáře. Autory nebo sběrateli takových scholií byli například Macrobius, Proklos nebo Boëthius.
Problém vznikl, pokud se rukopis s takovými poznámkami dále opisoval: opisovač mohl poznámku buďto vynechat, anebo ji zahrnul do textu. Tak se poznámky stávaly částí často opisovaných textů. Rozpoznávání a odstraňování scholií patří mezi běžné úkoly textové kritiky, například u textu Bible, jiných starých náboženských textů i starověkých klasiků. Jedním z nejznámějších případů je tak zvané comma Johanneum v Prvním listu Janově (1J 5,8), které se dostalo i do řady novověkých překladů.